# Молдавский металлургический завод
Молдавский металлургический завод (ММЗ) — завод по производству металлопродукции в г. Рыбница (Молдавия).

Построен в СССР (МССР) в 1985 году для утилизации металлолома. 
Два основных цеха — электросталеплавильный (ЭСПЦ) и сортопрокатный цех (СПЦ).  Расположен в промзоне к северу от Рыбницы.
Завод поставляет продукцию в страны Евросоюза, США, Канаду, Австралию.

## Собственники и руководство
Главными акционерами завода до 2013 года являлись структуры, контролируемые российским предпринимателем Алишером Усмановым и украинским Ринатом Ахметовым. 
С 2013 года его собственником (как и «Рыбницкого цементного завода») являлась крупная российская компания «Металлоинвест».
В 2015 году предприятие передано государству.
- Генеральным директором завода с 1985 года (а с 2005 года — президентом) является А. К. Белитченко.
- C 2015 по 2016 годы генеральным директором являлся Талгат Байтазиев.

В феврале 2023 года генеральным директором является Корнев Сергей Валентинович

## Деятельность
В 1997 ЭСПЦ переведён на работу технологической линии «ковш — печь». 
В 1998 году на базе предприятия прошёл V Международный конгресс сталеплавильщиков.
После реконструкции, завершившейся в сентябре 1999 года, техническая производительность завода составила до 1 млн тонн металла в год.
21 марта 2015 года в Объединённых Арабских Эмиратах руководством ММЗ и Brik-Oil-FZE & EMIRATES ISLAMIC BANK UAE подписано соглашение об инвестировании в виде сырья в работу завода на сумму до 140 млн долларов с целью увеличения объёмы производства (по сравнению с 2014 годом, не менее чем в 2 раза).
В 201?[когда?] объединение металлургических предприятий «Укрметаллургпром» выступило за запрет экспорта лома чёрных металлов из Украины в Приднестровье, куда уходило его более 50 %; СНБО включила ОАО «Молдавский металлургический завод» в список предприятий с антироссийскими санкциями, которые касались 294 юридических и 848 физических лиц.
В мае 2018 года президент Украины Петр Порошенко по представлению Совета национальной безопасности и обороны (СНБО) подписал указ о вводе трёхлетних санкций в отношении ММЗ, таким образом Киев осуществлял запретительные меры для предотвращения выведения капиталов за пределы страны. 
 
20 марта 2019 года указом президента Украины П. Порошенко санкции в отношении ММЗ были сняты.
В 2019—2021 гг. ММЗ увеличило объемы производства: производство стали выросло с 392 тысяч тонн в 2019 году до почти 465 тысяч тонн; в 2020 году проката произведено 451,4 тыс. тонн, что больше, чем в предыдущем (404 тыс. тонн).
В 2021 г. украинские металлурги обратились к властям в Киеве с просьбой ограничить вывоз металлолома из Украины в Приднестровье, на ММЗ, об этом сообщил телеканал ICTV, отметив, что профильные специалисты видят в этом угрозу металлургической отрасли страны, в которой заняты 600 тыс. человек; украинский телеканал уточнил, что в этом году начал резко расти экспорт металлолома, при этом его заготовка ежегодно уменьшается. В течение последних лет контроль за поставкой украинского лома на ММЗ перешел к молдавскому олигарху, Владимиру Плахотнюку (в то время лидер правящей партии ДПМ), которого называли «хозяином Молдавии» (в настоящее время Плахотнюк разыскивается правоохранительными органами Республики Молдова и России).

Производственные показатели выпуска готовой продукции:
|        | 2000  | 2001  | 2002  | 2003  | 2004   | 2005   | 2006  | 2007  | 2008  | 2009  | 2010  | 2011  | 2012  | 2013  | 2014  | 2015  | 2016  | 2017  | 2018  | 2019  | 2020  | 2021  |
| ------ | ----- | ----- | ----- | ----- | ------ | ------ | ----- | ----- | ----- | ----- | ----- | ----- | ----- | ----- | ----- | ----- | ----- | ----- | ----- | ----- | ----- | ----- |
| Сталь  | 908,1 | 966,9 | 513,5 | 886,0 | 1012,6 | 1048,3 | 677,3 | 965,2 | 885,0 | 426,0 | 241,5 | 320,6 | 316,7 | 190,1 | 344,6 | 430,0 | 127,5 | 469,4 | 502,9 | 392,0 | ?     | 464,9 |
| Прокат | 635,0 | 790,4 | 381,0 | 695,4 | 789,3  | 889,3  | 639,0 | 883,5 | 816,6 | 440,9 | 231,4 | 306,5 | 356,8 | 184,7 | 391,2 | 324,0 | 210,8 | 459,7 | 488,3 | 404,0 | 451,4 | ?     |

4 мая 2021 года ММЗ получил экологическую авторизацию от Молдовы. Согласно документам, Молдавский металлургический завод может завозить сырье и заниматься экспортом до 31 мая. 
В 2022 году агентство защиты окружающей среды отказало в выдаче экологического разрешения, так как устаревшее оборудование завода не прошло экологическую проверку, тем самым завод был лишен сырья поступающего из Молдовы и ЕС. В апреле 2022 года стало известно, что о полном приостановлении производства, но спустя три недели простоя завод вновь заработал. Позже власти несколько раз продлевали экологическое разрешение. Так согласно решению комиссии, заводу продлевали разрешения на выброс в атмосферу загрязняющих веществ и на управление отходами сначала до 31 мая, затем еще на два месяца, а потом до 31 октября. Такое компромиссное решение власти приняли для продолжения поставки электроэнергии от МолдГРЭС по приемлемой цене в условиях энергетического кризиса. Гендиректор ММЗ Сергей Корнев сообщил, что  заводу продлили экологическую авторизацию в Республике Молдова сроком на полгода (т.е. до 30 сентября 2023г).

## Цеха
- Электросталеплавильный
- Копровый
- Сортопрокатный